# Heuser
Heuser is een historisch Duits motorfietsmerk uit Troisdorf dat in 1980 begon met de productie van eigen motorcross- en trialmotoren met Sachs-blok en een Italiaans frame.